# المستقصى في أمثال العرب
المُسْتَقْصَى فِي أَمْثَالِ العَرَبِ هو من مشاهير كتب الأمثال، إلا أنه لا يرقى إلى كتاب معاصره الميداني (مجمع الأمثال). والمشهور أن  الزمخشري لما تأمل كتاب الميداني ندم على أنه ألف كتاباً جامعاً في الأمثال، فقد ظن أنه حشد فيه وجمع ما لم يتهيأ لغيره، وباهى بأن سماه (المستقصى) ثم تبين له أنه أقل فائدة وأهون جمعاً من كتاب الميداني. شرع الزمخشري في تأليف المستقصى بعد رجوعه من مكة وأتمه في سنة 499هـ.

## المؤلف
أبو القاسم محمود بن عمر بن محمد بن عمر الخوارزمي الزمخشري